# William Cavendish (1783-1812)
William Cavendish (10 janvier 1783 – 15 janvier 1812) est un aristocrate anglais et homme politique Whig. Il est le fils de George Cavendish (1er comte de Burlington).

## Biographie
Il fait ses études au Collège d'Eton, et au Trinity College (Cambridge), entre 1800 et 1803. Il part faire un grand tour sur le continent en 1803-04, au cours duquel il visite Berlin pour voir l'armée prussienne. Bien que ce soit au cours de la période des Guerres napoléoniennes, il effectue son service militaire chez lui, comme capitaine dans la milice du Derbyshire en 1803, est promu au grade de major en 1804, et est colonel de 1811 jusqu'à sa mort précoce.
Il est élu député de Knaresborough en mai 1804, puis pour Aylesbury en juillet de cette année. Aux Élections générales britanniques de 1806 il est élu pour le Derbyshire, qu'il représente jusqu'à sa mort.

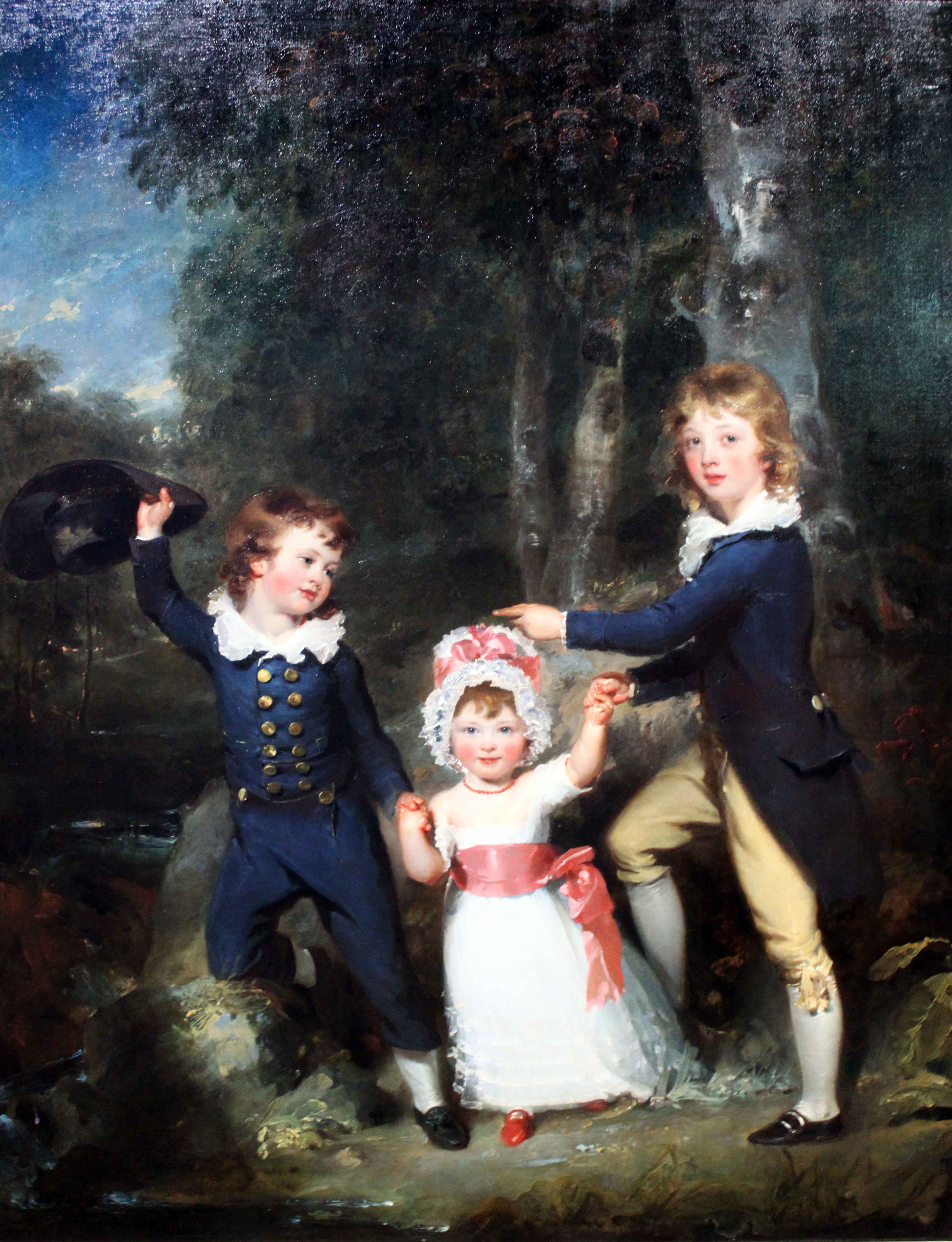
Portrait des Enfants de Lord George Cavendish, 1790, par Thomas Lawrence, montrant William à droite

Il épouse Louise O'Callaghan (d. 1863), fille de Cornelius O'Callaghan (1er baron Lismore), le 18 juillet 1807. Ils ont quatre enfants:
- William Cavendish (7e duc de Devonshire) (1808-1891)
- Fanny Cavendish (11 avril 1809 - 30 décembre 1885), épouse de Frederick John Howard
- George Henry Cavendish (19 août 1810 – 23 septembre 1880)
- Richard Cavendish (3 juillet 1812 – 19 novembre 1873)

Quand William devient duc de Devonshire, en 1858, ses frères et sœurs reçoivent le statut d'enfants de duc.
William est décédé avant son père, à l'âge de 29 ans en janvier 1812, il est tué accidentellement quand il est éjecté de son currick dans Holker Parc sur le chemin de retour d'une excursion. Son père est par la suite créé comte de Burlington en 1831, un titre qui passe au fils de William, qui devient Duc de Devonshire.